# Národní kongres (Brazílie)
Národní kongres (portugalsky Congresso Nacional) je parlament Brazílie. Je dvoukomorový, tvořený horní komorou Federálním senátem a dolní komorou, Poslaneckou sněmovnou. Senát má 81 členů volených lidovým hlasováním na osm let. Každé čtyři roky se volí třetina nebo dvě třetiny senátu. Sněmovna má 513 členů volených na čtyři roky systémem poměrného zastoupení. Předsedou parlamentu je z titulu své funkce předseda Senátu, který tak řídí společná zasedáním obou komor, druhým nejvyšším ústavním činitelem po prezidentovi je však předseda sněmovny.  
V minulosti bylo běžné, že politici přebíhali často mezi jednotlivými kluby ve sněmovně a poměr křesel se tak často měnil. Nejvyšší federální soud však rozhodl, že křeslo patří straně, nikoli poslanci a přeběhlík si tak dnes může udržet mandát jen za velmi výjimečných okolností. 

## Historie
Historie brazilského parlamentu sahá až do roku 1824. Zpočátku obě komory sídlily v různých budovách v Rio de Janeiru. Senát sídlil poblíž hlavního nádraží a náměstí Republiky, na ulici Moncorvo Filha, v budově, která dnes patří Federální univerzitě. Od třicátých let do začátku šedesátých let Senát obýval palác Monroe, který byl v 70. letech zbourán, aby umožnil výstavbu stanice metra Cinelândia. Poté se Senát přestěhoval do nového hlavního města Brasília. Sněmovna sídlila na ulici Misericórdia, v budově, kde dnes má sídlo sněm státu Rio de Janeiro a i ona se v 60. letech přemístila do Brasílie, kde byla pro obě komory postaveno jediná budova, navržená architektem Oscarem Niemeyerem, v radikálně modernistickém slohu. 
Ta je tvořená dvěma kupolemi, ta špičkou obrácená k nebi je sídlem senátu, v té špičkou obrácené k zemi sídlí sněmovna. Mezi nimi jsou dvě věže spojené tunelem, kde sídlí administrativní část parlamentu. Budova se nachází uprostřed Eixo Monumental, centrálního náměstí celé Brasílie, kde se nachází i řada jiných vládních budov a slavná Katedrála Zjevení Panny Marie, rovněž z Niemeyerovy dílny.